# یوتی‌سی ۸:۰۰-

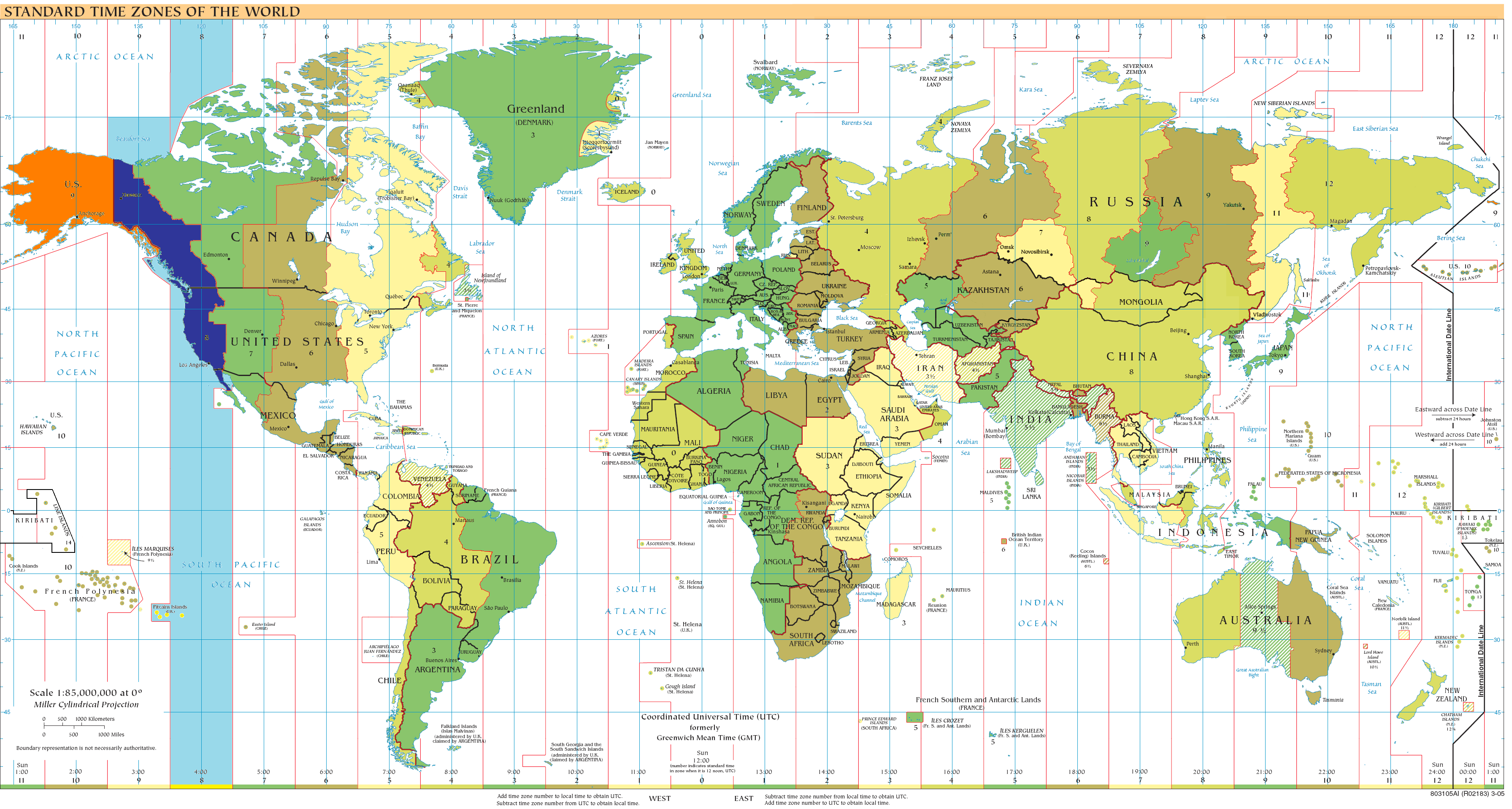
UTC−08: آبی (ژانویه)، نارنجی (ژوئیه)، زرد (تمام سال)، آبی روشن - محدوده دریا

هم‌اکنون ساعت هماهنگ جهانی منفی ۸:۰۰- (به انگلیسی: UTC−08:00) برای اندازه‌گیری زمان کاربرد دارد.

## زمان استاندارد در تمام سال
- کانادا
  - نورت‌وست تریتوریز
    - تنگستن، مناطق شمال غربی و مرتبط با کانتونگ مین
- مکزیک
  - جزیر کلاریون، بیشتر جزایر غربی  جزایر رویلاجی‌جدو.
- فرانسه
  - جزیره کلیپرتون
- بریتانیا
  - جزایر پیت‌کرن

## زمان استاندارد نیمکره شمالی

### زمان استاندارد آرام
- کانادا
  - بریتیش کلمبیا (بیشتر استان‌ها)
  - یوکان
- مکزیک
  - باخا کالیفرنیا
- ایالات متحده آمریکا
  - کالیفرنیا
  - آیداهو (بخش شمالی)
  - نوادا (بیشتر ایالت‌ها)
  - اورگن (بیشتر ایالت‌ها)
  - ایالت واشینگتن

## وقت تابستانی نیمکره شمالی

### زمان رسمی آلاسکا
- ایالات متحده
  - آلاسکا (به جز جزایر آلئوشن) (AKDT—منطقه زمانی آلاسکا)